# 哲仁王后〜俺がクイーン!?
『哲仁王后（チョルインワンフ）〜俺がクイーン!?』（チョルインワンフ おれがクイーン、ハングル：철인왕후、英語表記：Mr.Queen）は、2020年12月12日から2021年2月14日までtvNにて放送された韓国のテレビドラマ。日本では、衛星劇場などで放送された。

## 概要
舞台は、19世紀の李氏朝鮮時代。原作は、中国のテレビドラマ『太子妃 狂想曲〈ラプソディ〉』。現代の大統領官邸専属シェフが、李氏朝鮮時代の王妃の体に入り込んでしまう奇想天外のフュージョンコメディ時代劇。

## あらすじ
青瓦台（チョンワデ、大統領官邸）専属シェフとして働いているチャン・ボンファン（チェ・ジニョク）。ある日、何者かの罠でボンファンの料理から針が見つかり、彼はその罪で警察に追われ、プールに飛び込む。しかし、水から出るとそこは李氏朝鮮時代だった。
さらに、ボンファンは朝鮮第25代王哲宗（キム・ジョンヒョン）の妃であるキム・ソヨン（シン・ヘソン）の体に閉じ込められた。哲宗に自身は男だと明かそうとするも、信じてくれるわけがない。翌日、婚礼の儀が開かれ、一夜を哲宗と共にする。その後、哲宗の旧知の友チョ・ファジンに片思いするが、逆にファジンに敵対視される。

## 登場人物

### 主要人物 （※括弧内は日本語吹替えキャスト）
キム・ソヨン：シン・ヘソン（平山笑美）
ヒロイン。哲宗の王妃。婚礼の儀の前日に宮廷の池に転落して、ボンファンの魂が入ってしまう。周りには記憶喪失を装うが…。
哲宗/イ・ウォンボム（李元範）：キム・ジョンヒョン（岩崎諒太）
李氏朝鮮第25代王。全渓大院君の三男。江華島から来た無能な王を演じながら、政権改革を目指す。
ファジンと両思いだったが、のちにソヨンに惹かれていく。

### 安松キム氏（アンソンキムシ）
モデルは、安東金氏（アンドンキムシ）。
純元王后（スンウォンワンフ）：ペ・ジョンオク（笹島かほる）
大王大妃。哲宗の義理の祖母。
安松キム氏出身。弟のジャグンと共に哲宗を操り、政権を掌握している。ソヨンの料理を気に入る。
キム・ジャグン（金左根）：キム・テウ（西垣俊作）
官僚。姉と共に哲宗を操り、政権を掌握する。権力のためなら、どんな悪行も犯す。
キム・ビョンイン：ナ・イヌ（峰晃弘）
ジャグンの養子。一族の末っ子であるファンの兄。
哲宗を敵対視しており、いとこのソヨンに想いを寄せている。
キム・ムングン（金汶根）：チョン・ペス（御子神孝次）
ソヨンの父親。娘を一人で育てた。食材や物品の管理する司饗院（サオンウォン）で献上品を隠蔽して私腹を肥やしている。
ヒロインの懐妊に大喜びし、蔵の財宝を貧しい民に放出したため、民から逆手のひら返しをされた。
キム・ファン：ユ・ヨンジェ（荻原秀樹）
ソヨンの女官であるホンヨンに恋慕している。キム一族から相手にされず、ホン別監や永平君に近しい。博打好きで間が抜けている。

### 豊安チョ氏（プンヤンチョシ）
モデルは、豊壌趙氏（プンヤンチョシ）。
チョ・ファジン：ソル・イナ（大橋彩香）
哲宗の側室。ウォンボムが王に即位する前から恋に落ちていた。人格が変わったソヨンを敵対視。
チョ大妃：チョ・ヨニ（兼田めぐみ）
朝鮮第24代王憲宗の母。大王大妃とは、政権を巡って対立している。

### その他
永平君（ヨンピョングン）：ユ・ミンギュ（庄司然）
哲宗の異母兄。全渓大院君の次男。ファジンを密かに慕う。
ホン別監：イ・ジェウォン（福原かつみ）
江華島以来の哲宗の友人。武芸に優れている。永平君と行動を共にすることが多い。
チェ尚宮：チャ・チョンファ（浅井晴美）
中殿（ソヨン）付きの尚宮。人格が変わったソヨンに振り回される。
ホン・ヨン：チェ・ソウン （田所あずさ）
中殿（ソヨン）付きの女官。
尚膳：ユン・ジノ（菊池康弘）
自身や部下が春画を見ているのを見つかってしまう。
マンボク料理長：キム・イングァン（高橋ちんねん）
水刺間（スラッカン）の責任者。料理に長けたソヨンをライバル視する。
独り身の堅物だが、チェ尚宮に好意を寄せられている。口が悪いにもかかわらず、武芸はからっきし駄目である。
都薛里：ユン・ボンギル（佐々木祐介）
タミャン：カン・チェウォン（北村さちこ）
女官見習いの少女。ソヨンをしばしば助ける。実は東匪リーダーの娘。
侍医：ユン・キウォン（真木駿一）
ソヨンの懐妊を告げる。
サルス：キム・バンウォン（丹羽正人）
キム・ジャグンの手先、薬物依存症。
オウォル：キム・ジュヨン（夏目あり沙）
ファジンの女官。
カン女官：ソン・ソマン（竹下礼奈）
チョン尚宮：チョン・ヨンミ（北川ゆめ）
純元王后付きの尚宮。
ミン：イ・ヒョビン（福乃愛）

### 現代
チャン・ボンファン：チェ・ジニョク（仲村宗悟）
青瓦台専属シェフ。優れた料理の才能と裏腹に、態度は無礼である。ある日、濡れ衣を着せられた上に朝鮮王妃のソヨンの体に入り込んでしまう。
ハン室長：イ・チョルミン
大統領府秘書室長。

## 放送日程
| 2020年     | 2020年        | 2020年  | 2020年  | 2020年 |
| 放送話     | 放送日（tvN） |         |         |        |
| 放送話     | 放送日（tvN） | 全国    | 首都圏  |        |
| ---------- | ------------- | ------- | ------- | ------ |
| 第1話      | 12月12日      | 8.030%  | 8.657%  |        |
| 第2話      | 12月13日      | 8.800%  | 9.527%  |        |
| 第3話      | 12月19日      | 9.022%  | 9.709%  |        |
| 第4話      | 12月20日      | 10.447% | 11.414% |        |
| 第5話      | 12月26日      | 11.337% | 11.953% |        |
| 第6話      | 12月27日      | 11.805% | 12.549% |        |
| 2021年     |               |         |         |        |
| 第7話      | 1月2日        | 12.414% | 13.250% |        |
| 第8話      | 1月3日        | 12.271% | 12.953% |        |
| 第9話      | 1月9日        | 12.066% | 13.014% |        |
| 第10話     | 1月10日       | 12.836% | 14.014% |        |
| 第11話     | 1月16日       | 12.517% | 13.354% |        |
| 第12話     | 1月17日       | 13.224% | 14.252% |        |
| 第13話     | 1月23日       | 12.797% | 13.809% |        |
| 第14話     | 1月24日       | 13.623% | 15.061% |        |
| 第15話     | 1月30日       | 14.234% | 15.933% |        |
| 第16話     | 1月31日       | 14.946% | 15.872% |        |
| 第17話     | 2月6日        | 14.510% | 15.682% |        |
| 第18話     | 2月7日        | 14.844% | 15.496% |        |
| 第19話     | 2月13日       | 14.227% | 15.132% |        |
| 第20話     | 2月14日       | 17.371% | 18.554% |        |
| 平均視聴率 | 平均視聴率    | 12.581% | 13.509% |        |

## 日本での放送・配信
2021年7月16日よりCSチャンネル衛星劇場にて日本で初めて放送された。2022年2月4日から『哲仁王后 俺がクイーン！？』（チョルインワンフ おれがクイーン！？）という日本語題でWOWOWにて放送された。
定額制動画配信サービスでは2023年1月20日と同年2月3日にHuluからそれぞれ配信された。
- 衛星劇場：2021年7月16日 - 2021年9月17日（毎週金 21時30分 - 23時00分）※二話連続放送
  - 同上：2021年7月22日 - 2021年9月23日（毎週木 13時30分 - 16時00分）※再放送、二話連続放送
  - 同上：2021年11月11日 - 2021年12月8日（毎週月〜金 6時15分 - 7時30分）※再々放送
- WOWOW：2022年2月4日 - 2022年4月8日（毎週金 18時45分 - 21時30分）※二話連続放送
- アジアドラマチックTV：2022年7月15日[4] - 2022年9月22日（毎週木・金 9時30分 - 11時01分）
  - 同上：2022年7月22日 - 2022年9月29日（毎週木・金 22時00分 - 23時31分）
- テレビ東京：2022年9月9日 - 2022年10月21日[7]（毎週月〜金 8時15分 - 9時11分）二ヶ国語放送(日本語字幕付き) ※30話版で放送
- テレビ愛知：2022年11月8日 - 2022年12月7日（毎週月〜金 8時15分 - 9時30分）二ヶ国語放送（日本語字幕付き）※22話版で放送
- TVQ九州放送：2023年3月13日 - 2023年4月24日（毎週月〜金 9時00分 - 9時57分）二ヶ国語放送(日本語字幕付き) ※30話版で放送
- BSテレビ東京：2023年4月12日 - 2023年5月23日[8]
- サンテレビ：2024年2月23日 - 2024年4月4日（毎週月〜金 13時00分 - 13時56分）
- フジテレビTWO：2024年4月1日 - 2024年4月29日